# Yehuda Glick
Pour les articles homonymes, voir Glick.
Yehudah Joshua Glick (en hébreu : יהודה גליק), plus souvent appelé Yehuda Glick, né le 20 novembre 1965 aux États-Unis, est un rabbin et homme politique israélien d'origine américaine. Membre du Likoud, il est député à la Knesset de 2016 à 2019.

## Biographie

### Origines
Yehuda Glick est issue d'une famille juive américaine ; son père, Shimon Glick, est un médecin et professeur spécialisé dans la recherche en endocrinologie et l'éthique médicale. Il émigre en Israël à l'âge de neuf ans. Il vit dans la colonie israélienne d'Otniel.

### Député à la Knesset
Membre de la direction de la Fondation du mont du Temple, une association d’extrême droite, il fait partie d'une frange de militants ultra-nationalistes qui font de l’entrisme au Likoud.

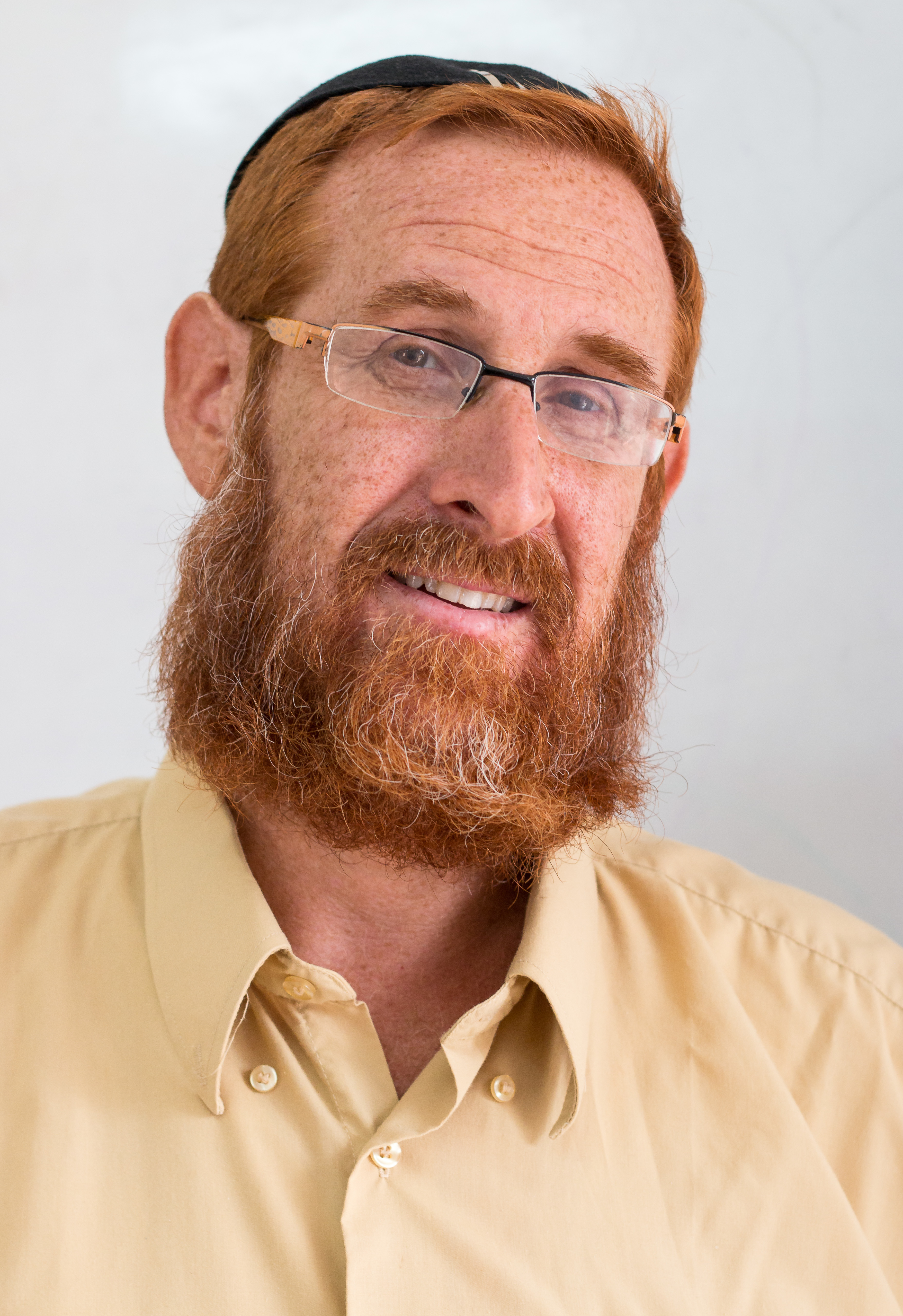
Yehuda Glick en 2014.

Après la démission de Moshe Ya'alon de la Knesset en mai 2016, Yehuda Glick, qui est alors le premier suppléant sur la liste du Likoud, est intronisé à la Knesset. Pour satisfaire à la loi israélienne, il renonce à sa nationalité américaine,.
Yehuda Glick est candidat à l’élection présidentielle israélienne de 2021, avant de renoncer à se présenter juste avant la fin du dépôt des candidatures,.

### Tentative d’assassinat et agression
Le 29 octobre 2014, Yehuda Glick est la cible d'une tentative d'assassinat par un Palestinien qui le blesse grièvement de quatre balles dans le torse,. Le tireur est ensuite abattu.
Le 4 juin 2020, il est sévèrement passé à tabac à Jérusalem par un individu après avoir rendu visite à la famille endeuillée d'Iyad al-Halak, un Palestinien autiste abattu par la police aux frontières israélienne quelques jours plus tôt.

## Prises de position
Son combat politique mêle ultranationalisme et religion. Il est un adversaire de la solution à deux États, estimant que l’État d’Israël a déjà été trop généreux avec les Palestiniens. Il est partisan du droit des Juifs à prier sur l'esplanade des Mosquées ou Mont du Temple, et appelle à la reconstruction du troisième Temple de Jérusalem sur le site,,,.